# Corde (musique)

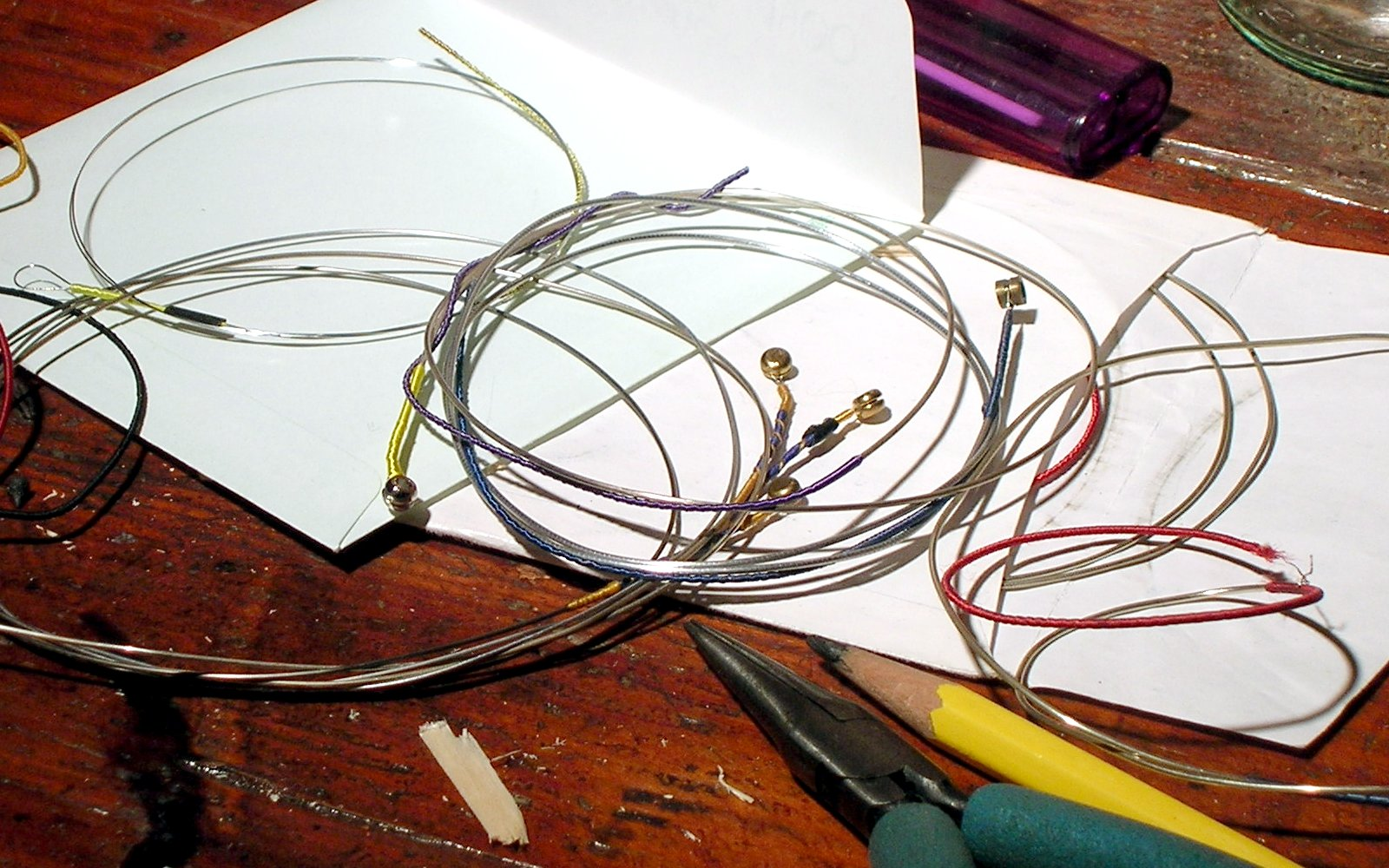
Cordes de violon

En musique, et plus précisément en organologie, une corde est un fil sous tension mécanique, qui, mis en mouvement, entre en vibration et devient le siège d'une onde stationnaire produisant un son.
Dans la pratique, les cordes ont toujours leurs deux extrémités fixées à un support solide. Les vibrations sont transmises par un chevalet dans le cas d'instruments comme le violon ou la guitare ou directement à un corps sonore, pouvant être le support lui-même, qui joue le rôle de résonateur et d'amplificateur, la table d'harmonie dans l'exemple de la harpe.
En théorie, la hauteur du son qu'elles vont produire ne dépend que de leur longueur, de leur tension, et de leur poids par unité de longueur. La formule mathématique s'applique en effet aux cordes sans raideur et infiniment minces. Comme les cordes ont toujours une certaine raideur et un certain diamètre, la matière dont elles sont composées a une influence sur le spectre harmonique du son qu'elles produisent, d'un timbre d'autant plus dense que la corde est raide.
Ainsi une corde d'acier et une corde de boyau n'ont pas le même timbre. Le timbre évolue également en fonction de la tension de la corde, le plus riche étant obtenu par une tension ni trop faible (timbre que l'on peut qualifier de mou, terne, tremblant, gras), ni trop forte (timbre acide, acre, éclatant, brillant à l'excès, direct).

## Typologie
Les cordes musicales sont de plusieurs matières :
- en métal : bronze, cuivre, fer, laiton, acier ;
- en boyau ;
- en plastique : nylons tels le polyamide 11, polyfluorure de vinylidène (KF) ;
- en soie…

Elles se répartissent entre plusieurs types de construction :
- corde simple, constituée d'un simple fil, d'une seule matière ;
- corde filée, constituée d'une âme autour de laquelle sont enroulés d'autres fils : ce procédé permet d'augmenter la masse linéique de la corde sans augmenter sensiblement sa raideur. Plus lourde, la corde émet un son plus grave ;
- corde catline, composée de plusieurs cordes enroulées entre elles.

## Mise en vibration
Elle peut être obtenue par :
- frottement à l'aide :
  - d'un archet (violon, alto, violes, vièles, violoncelle, contrebasse, etc.) ;
  - d'une roue (vielle, Geigenwerk, etc.) ;
- pincement :
  - par le doigt du musicien (cithare, guitare, mandoline, luth, théorbe, etc., et le pizzicato des instruments à archet) ;
  - à l'aide d'un plectre aussi appelé médiator (cithare, clavecin, épinette, mandoline, guitare, etc.) ;
- frappe à l'aide d'un :
  - marteau (piano, clavicorde, cymbalum, etc.) ;
- variation de son champ magnétique :
  - EBow, système Sustainer.

## Hauteur du son
La hauteur du son dépend de trois paramètres :
- la masse linéique de la corde c'est-à-dire la masse d'un mètre de corde, λ (en kilogrammes par mètre, kg/m) ;
- la tension de la corde c'est-à-dire la force avec laquelle la corde est étirée, T (en newtons, N)
- la longueur de la corde, L (en mètres, m).

La masse linéïque dépend de la manière dont est fabriquée la corde.
La tension est en général réglable. Le système le plus courant est un système de chevilles autour de laquelle la corde s'enroule ; la cheville est tournée à l'aide d'une clef, soit intégrée à la cheville (violon, alto, violoncelle), soit reliée à la cheville par un mécanisme à vis sans fin (guitare, contrebasse), soit amovible (piano, harpe) et appelée dans ce cas clé d'accord. Dans le cas de la kora traditionnelle, les cordes sont fixées à un anneau coulissant sur le manche et que l'on monte ou descend pour ajuster la tension.
La longueur de la corde « à vide » est déterminée par la distance entre le chevalet et une pièce appelée « sillet ». Certains instruments n'ont pas de sillet, ni même parfois de chevalet, comme les instruments de la famille de la harpe, la longueur est donc déterminée par la distance séparant les systèmes d'accrochage de la corde. Dans le cas des instruments à manche, on peut modifier la longueur vibrante en appuyant la corde contre une touche fixée sur le manche ; on appuie en général avec le doigt. Dans le cas de la vielle à roue, c'est une pièce de bois, le sautereau, qui appuie sur la corde et limite sa longueur à la manière d'un sillet. On peut aussi se contenter de frôler la corde pour créer un nœud de déplacement et ainsi un harmonique artificiel, soit avec le doigt, soit avec un objet comme un bottleneck.

## Génération du son
La vibration de la corde elle-même est en général insuffisante pour créer un son audible par un auditoire. La vibration doit donc être transmise à un organe d'amplification.
Les instruments dits « acoustiques » disposent d'une caisse de résonance. La vibration des cordes est transmise à cette caisse de résonance par une pièce intermédiaire appelée « chevalet ».
Pour les instruments dits « électriques », les cordes sont métalliques et un aimant est placé à proximité. En vibrant, les cordes modifient le champ magnétique de l'aimant et ces variations génèrent un courant électrique dans un bobinage. Ce système, appelé « micro », transforme donc les vibrations de la corde en un signal électrique qui est ensuite amplifié électroniquement et restitué par un haut-parleur.

## Timbre du son
Le timbre dépend de la chaîne générant le son :
- manière de mettre la corde en vibration ;
- nature de la corde ;
- manière dont la vibration de la corde est transmise à l'amplification ;
- manière dont le son est amplifié.